# Casa de la Ciutat (l'Hospitalet de Llobregat)
La Casa de la Ciutat és la seu de l'Ajuntament de l'Hospitalet de Llobregat (Barcelonès). És un edifici protegit com a bé cultural d'interès local.

## Descripció arquitectònica
Edifici de grans dimensions de planta baixa i dos pisos, amb façana simètrica. Té un cos central que sobresurt una mica dels dos laterals. A la planta baixa s'obre la porta d'entrada al centre amb una finestra a banda i banda i dues obertures més als laterals. La porta està emmarcada per lloses de marbre. En el cos central del primer pis hi ha un balcó corregut amb balustrada; a aquest balcó donen tres portes, les laterals tenen la llinda decorada i la central està flanquejada per dobles pilastres corínties que aguanten un rètol que diu "Casa de la vila" i a la llinda hi ha l'escut de la vila. En els cossos endarrerits hi ha una porta amb un petit balcó sense voladís i, per sobre, hi ha una cornisa motllurada sostinguda per mènsules. A l'últim pis hi ha finestres quadrangulars i les del cos central estan emmarcades per pilastres. Remata la façana una gran cornisa amb mènsules i per sobre hi ha el mur de tancament del terrat. En el cos central aquest mur es converteix en una balustrada i al centre hi ha un cos semicircular amb la inscripció "1895".

## Història
La primera pedra de la nova Casa de la Vila es posà el 1894, coincidint amb la gran època de reorganització urbanística de l'Hospitalet: el 1852 es construeix el nou cementiri; el 1882 s'inaugurà l'enllumenat públic amb gas; el 1888 arribà l'aigua corrent, etc.
L'edifici s'aixecà sobre uns terrenys donats per Rossend Arús i que, antigament, havien estat propietat de la parròquia. Va ser projectat per l'arquitecte municipal Francesc Mariné.
Dins de l'edifici també hi havia l'escola i més endavant, en el mateix espai, es va instal·lar el quarter de la Guàrdia Civil. L'any 1975, es va afegir un cos posterior per les noves dependències municipals.